# Зуївці
Зуївці́ — село в Україні, у Миргородському районі Полтавської області. Населення становить 1307 осіб. Входить до складу Комишнянської селищної громади.

## Географія
Село Зуївці знаходиться на лівому березі річки Хорол, нижче за течією на відстані 2 км розташоване село Черевки, на протилежному березі - селище Комишня. По селу протікає пересихаючий струмок з загатою. Річка в цьому місці звивиста, утворює лимани, стариці та заболочені озера.

## Назва
Етимологія назви села не з’ясована, за місцевим переказом вона пов’язана з розбійником на ймення Зуй. За реєстром Війська Запорізького 1649 року козак Зуй був у складі Лохвицької сотні Миргородського полку (межі Лохвицької сотні пролягали до с. Зуївців).

## Історія
Село позначене на мапі французького інженера Г.-Л. де Боплана (перша половиш XVII ст.) 1723 р. село належало до Миргородської сотні; отаманом був Гаврило Соломаха, найзаможнішими козаками - Йосип Босівський, Гордій і Никифор Смаги, Петро Свистич, Пилин Лугівський, Петро Супруненко, Яків Галушка, Каленик Машенко та інші.
Посполиті належали до миргородської ратуші. 1723 р. діяла Свято-Михайлівська церква, у якій священиком служив Леонтій Григорієвич, паламарем - Давид Филоненко: при церкві діяла школа, у якій викладав дяк Іван Данилович. В Зуївцях був фільварок священика Леонтія Григорієвича,шинок, який належав миргородському сотникові Мусієві Зарудному. 1737 р. в селі служили священики Леонтій Григорович і Іван Данилович. Отаманом села був Гаврило Соломаха, війтом - Крученко; серед сільської старшини значився і «дворщик» Федір Степанов. 
У середині XVIII ст. село входило до другої Миргородської сотні Миргородського полку. В ньому жив сотенний отаман Матвій Перехрист, 1743 р. царською грамотою село було віддане родині Капністів. 1786 р. у с. Зуївцях і в х. Солонівщині  мав 128 душ поміщик Миргородського повіту Іван Данилович Капніст. 1787 р. в селі було 1484 мешканці : «Різного звання казенні люди, козаків і власників – бригадирші Софії Капністової,  гвардії прапорщика Миколи Капніста, сотника Данила Чарниша, підпоручика Івана Капніста й військового товариша Івана Чарниша».
Указом від 7 (18) серпня 1797 р. було створено Зуєвецьку волость. Власниками частини с. Зуївців наприкінці XVIII – на початку XIX ст.,  крім Капністів були дідичі Семен і Єлисей Чарниші (1818 р. мали в селі у спільній власності 49 душ чол. ст.), а також Погорєлови (нащадки сотенного писаря Погорілого). 1815 р. Погорєлови мали в Зуївцях будинок «в семи покоях», господарчі споруди, винокурню на 5 котлів, пасіку, кузню, два водні млини,трактир, садок, ліси, луки, 34 душі кріпаків. 
У другій половині XIX ст. значними помішиками були Фон-Ерни, Старови; на початку XX ст. Комарецькі, Янкевичі. Із Зуївців походив один із миргородських народників, друг відомого лікаря І.А. Зубковського - Микола Степанович Богданович (1861-1912). 1861 р. в селі налічувалося 552 двори, 1471 особа «чоловічої статі, 1697 жіночої; діяв одии завод, поштова станція. 1864 р. відкрито початкове народне училище, І910 р. - ще одне. В 1910 р. – 829 господарств (із них 609 козацьких, 190 селянських, 9 привілейованого стану),  4947 душ. 
Провідними заняттями, крім землеробства займалися: колісництвом - 167 чоловіків,ткацтвом – 3 чол. і 48 жінок, столярством – 31, шевством - 29,  кравецтвом – 27, чоловік, інтелігентні професії мали 34 чоловіки, 1 жінка. 1883 р. із села пішло на заробітки 1033 жителі.
В Зуївцях діяли церкви: Архистратиго-Михайлівська (найстаріша), Вознесінська (з 1884р.) та Троїцька (з 1911 р.).  1918 р. працювали три початкових школи. 1923 р. село було центром Зуєвецької волості Комишнянського району Лубенської округи. 1926 р. у Зуївцях зареєстровано 1031 двір, 5378 мешканців. 1930 комуністи вкрали дзвони з Троїцької й Вознесінської церков. У 20-30-х під російський терор потрапили члени родини Галенків, Йощенків, Коробок, Цибенків, Чапленків, Шостаків, Юрченків та багатьох ін. Жертвами Голодомору стали сотні людей.
1980 р. у селі було 795 дворів, 1865 мешканців;  1993 р. 955 дворів, 1584 мешканці; 2006 р. – 456 дворів, 1041 мешканців.
До 2020 року орган місцевого самоврядування — Зуєвецька сільська рада.

## Населення

### Мова
Розподіл населення за рідною мовою за даними перепису 2001 року:
| Мова       | Кількість | Відсоток |
| ---------- | --------- | -------- |
| українська | 1282      | 98.09%   |
| російська  | 24        | 1.83%    |
| білоруська | 1         | 0.08%    |
| Усього     | 1307      | 100%     |

## Економіка
- Молочно-товарна ферма.
- «Зуївці», ТОВ.

## Об'єкти соціальної сфери
- Школа.
- Будинок культури.

## Релігія
- Свято-Вознесенський храм, побудований в 1884 році, в 1937 практично зруйнований, в 1992 році відновлений, в 1993 році повністю згорів.

## Відомі люди
В селі народилися: 
Міщенко Олексій Дмитрович — Герой Радянського Союзу.
Добряк Володимир Якович [Архівовано 14 жовтня 2013 у Wayback Machine.] - Викладач кафедри «Театральне мистецтво» університету, Прикарпатського національного університету імені Василя Стефаника.
Залізняк Сергій Володимирович [Архівовано 14 жовтня 2013 у Wayback Machine.] Соросівський вчитель (1997), заслужений вчитель України (2011). Першим на Полтавщині почав викладати фізику у молодших класах.
Циб Анатолій Федорович [Архівовано 14 жовтня 2013 у Wayback Machine.] — всесвітньовідомий учений, фахівець у сфері онкології, академік Російської академії медичних наук, директор Медичного радіологічного наукового центру РАМН
В селі працював Тимофій Макарович Устименко [Архівовано 14 жовтня 2013 у Wayback Machine.] - знаний педагог, фольклорист, краєзнавець, автор нарису «Село Зуївці Миргородського повіту Полтавської губернії [Архівовано 14 жовтня 2013 у Wayback Machine.]» (1893)